# مقاتلة ليلية

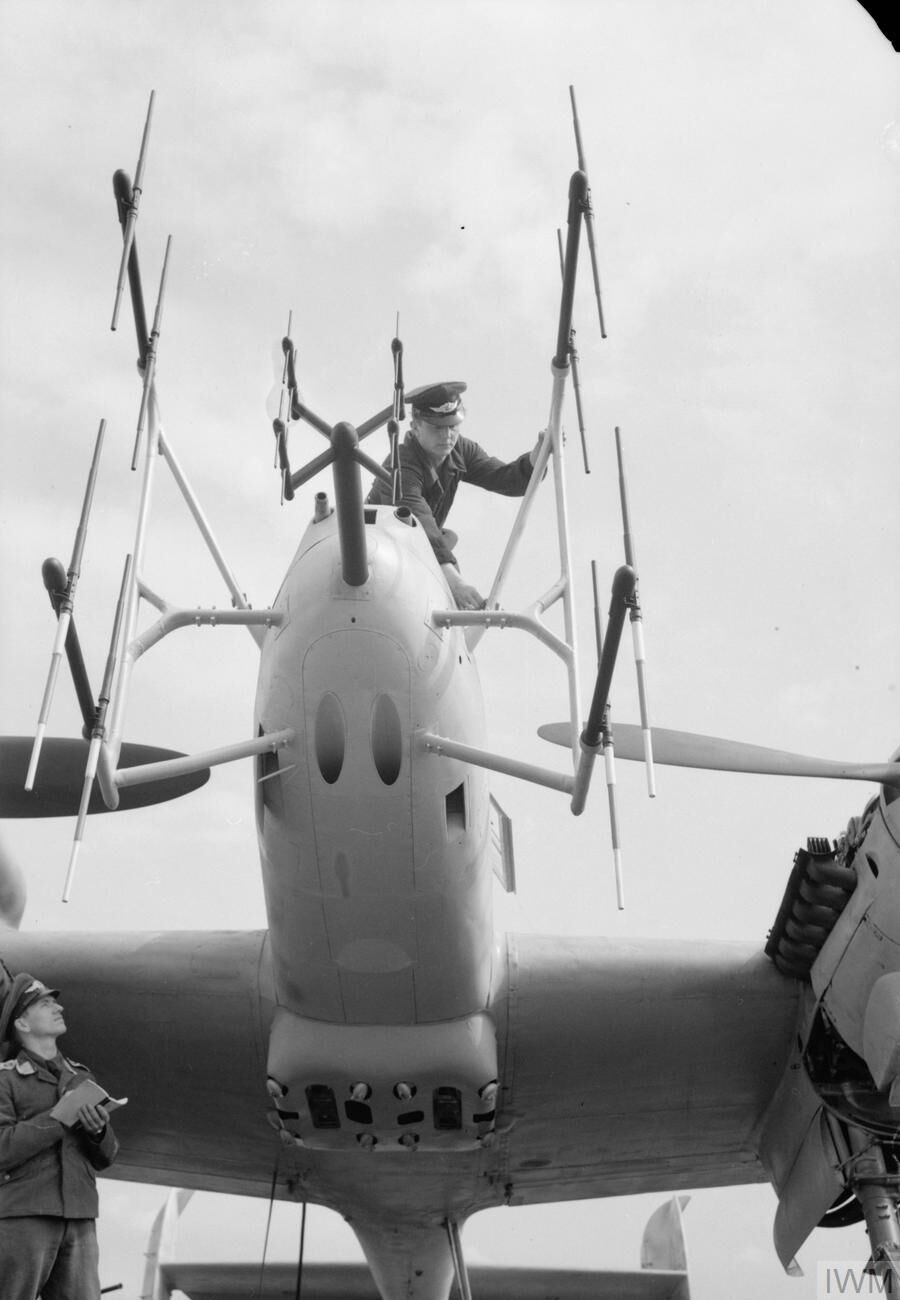

مقاتلة ليلية (المعروف أيضًا باسم المقاتلة في جميع الأحوال الجوية أو المقاتلة اللإعتراضية في جميع الأحوال الجوية لفترة من الزمن بعد الحرب العالمية الثانية  ) عبارة عن طائرة مقاتلة تم تكييفها للاستخدام في الليل أو في أوقات أخرى سيئة الرؤية. بدأ استخدام المقاتلين الليليين في الحرب العالمية الأولى وشملت أنواعًا تم تعديلها خصيصًا للعمل في الليل. 
خلال الحرب العالمية الثانية، كانت المقاتلات الليلية مصممة لتكون إما مقاتلة ليلية مصممة خصيصًا لهذا الغرض، أو مقاتلة ثقيلة أو قاذفة قنابل خفيفة، وغالبًا ما تستخدم رادارًا أو أنظمة أخرى لتوفير نوع من القدرة على الكشف في طروف الرؤية المنخفضة. تضمن العديد من المقاتلات الليلية في الحرب العالمية الثانية أيضًا أنظمة هبوط الية للهبوط في الليل، حيث أن تشغيل أضواء المدرج جعل المدارج هدف سهل لمقاومة المتسللين . اختبرت بعض التجارب استخدام المقاتلين النهاريين في مهام ليلية، لكن هذه التجارب كانت تعمل فقط في ظل ظروف مواتية للغاية ولم تكن ناجحة على نطاق واسع. 

## روابط خارجية
- Luftwaffe Night Fighter Control methods
- قهر الليل: الجيش المقاتلين ليلة القوات الجوية في الحرب